# Phylloscopus presbytes
Phylloscopus presbytes là một loài chim trong họ Phylloscopidae.